# CD15
CD15 (3-фукозил-N-ацетиллактозамин, Lewis X) — углеводная молекула адгезии, производное дисахарида, иммунологически важная молекула, которая может быть компонентом гликопротеинов, гликолипидов и протеогликанов. В отличие от большинства молекул, относящихся к кластерам дифференцировки, которые являются белками, CD15 является углеводом. 

## Функции
CD15 опосредует фагоцитоз и хемотаксис нейтрофилов.
Молекула экспрессирована при болезни Ходжкина, при некоторых хронических B-лимфобластомных лейкемиях и в большинстве случаев острой нелимфобластомной лейкемии. CD15, называемый также Lewis X и SSEA-1, является маркёром плюрипотентных стволовых клеток, в которых играет роль в адгезии и миграции клеток в эмбрионе.

## Синтез
Синтезируется фукозилтрансферазами FUT4 и FUT9

## Роль в диагностике
Молекула CD15 представлена почти на всех клетках Рида-Штернберга, характерных для болезни Ходжкина, и используется в иммуногистохимическом анализе биопсийного материала как диагностический показатель болезни Ходжкина. Для клеток Рида-Штерберга характерно позитивное окрашивание на CD15 как на мембране клетки, так и аппарата Гольджи. Одновременно с CD15 производится окрашивание на CD30 и CD45, маркёры, отсутствующие на клетках Рида-Штернберга, но присутствующие почти на всех других лимфоидных клетках. 
Кроме этого, CD15 присутствует в 50% случаях при аденокарциноме и может быть использована для отличия от мезотелиомы, которые всегда CD15-отрицательные.